# Chthomaloporus
Chthomaloporus es un género extinto de sinápsidos anteosáuridos. Su nombre científico es Chthomaloporus Tchudinov. Data del periodo Pérmico, durante el Capitaniense (hace entre 260-265 millones de años aprox). Era un carnívoro especializado similar a Titanophoneus, su cráneo tenía aproximadamente 50 cm de largo. Habitó en lo que hoy es Rusia.